# Ibicuy
Ibicuy é um município do departamento de Islas del Ibicuy na província de Entre Ríos, na Argentina.